# EP u amaterskom boksu 1975.
21. Europsko prvenstvo u amaterskom boksu 1975. se održalo od 1. – 9. lipnja 1975. u poljskom gradu Katowicama.
Boksači su se borili za odličja u jedanaest težinskih kategorija. Sudjelovalo je 163 boksača iz 23 države.
Boksači iz SSSR-a su osvojili 6 naslova prvaka, Poljske 2 naslova prvaka, a Mađarske, Rumunjske i Finske po 1 naslov prvaka.
| Kategorija            | zlato              | srebro              | bronca                        |
| papir (-48 kg)        | Aleksandr Tkačenko | Enrique Rodríguez   | György Gedó Remus Cosma       |
| muha (-51 kg)         | Vladislav Zasypko  | Constantin Gruiescu | Sándor Orbán Charlie Magri    |
| bantam (-54 kg)       | Viktor Rybakov     | Cačo Andrejkovski   | Mircea Tone Milan Piskač      |
| pero (-57 kg)         | Tibor Badari       | Branislav Ristić    | Antonio Rubio Patrick Cowdell |
| laka (-60 kg)         | Simion Cuţov       | Valerij Ljvov       | Ryszard Tomczyk András Botos  |
| poluvelter (-63,5 kg) | Valerij Limasov    | József Nagy         | Ulrich Beyer Bajram Hasani    |
| velter (-67 kg)       | Kalevi Marjamaa    | Victor Zilberman    | Jerzy Rybicki Ib Bötcher      |
| polusrednja (-71 kg)  | Wiesław Rudkowski  | Viktor Savčenko     | Franz Dorfer Mihály Rapcsák   |
| srednja (-75 kg)      | Vjačeslav Lemešev  | Bernd Wittenburg    | Jacek Kucharczyk Zdeněk Tykva |
| poluteška (-81 kg)    | Anatolij Klimanov  | Georgi Stojmenov    | Ottomar Sachse Radovan Bisić  |
| teška (+81 kg)        | Andrzej Biegalski  | Viktor Uljanič      | Mircea Simon Garfield McEwan  |

## Vanjske poveznice
- Sports123  Arhivirana inačica izvorne stranice od 22. kolovoza 2005. (Wayback Machine)
- EABA
- EP 1975.